# Templo conventual de San Pablo de los Frailes
El Templo Conventual de San Pablo de los Frailes también conocido como Templo de San Pablo ubicado en Avenida 18 Poniente 906, Centro, 72090 Puebla, Pue, perteneció al antiguo hospital del mismo nombre, fundado en 1563, mediante el cuidado de los dominicos. Dejó de funcionar al convertirse en convento en el año de 1634. 

## Historia

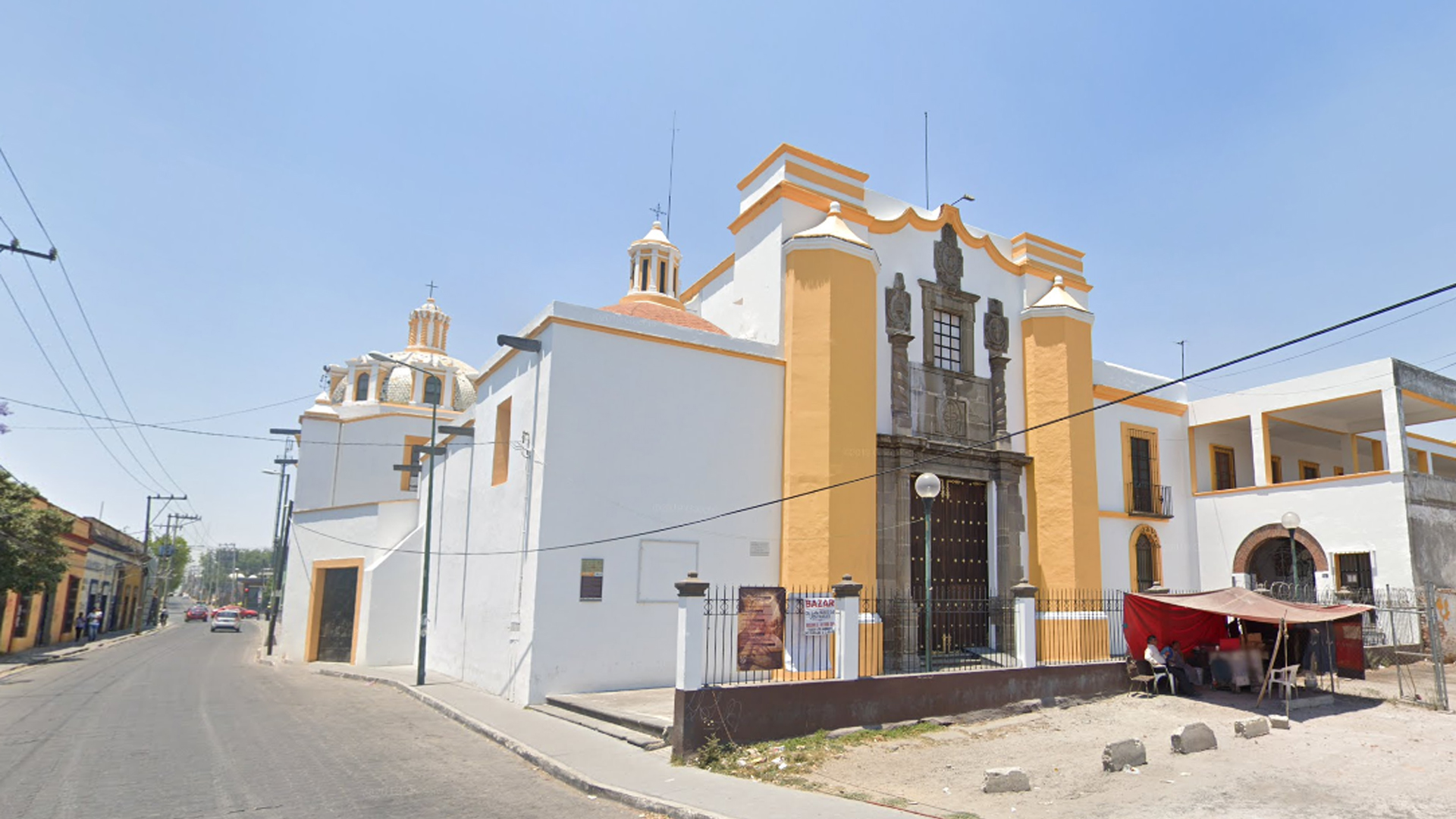
Los emblemas de la fachada son cuatro: arriba se encuentra el escudo con la flor de lis en un jarrón, del obispado de Puebla; abajo una cruz cuyas puntas son elaboradas flores de lis, escudo de los dominicos; a la izquierda, el escudo papal representado por la tiara con las llaves cruzadas, y a la derecha un signo que representa a san Pablo.

Por el año de 1551 los dominicos del templo de Santo Domingo de Puebla decidieron organizar una casa que atendiera particularmente 
a los indígenas pobres de los alrededores de la ciudad y fundaron el templo de San Pablo en el barrio que lleva el mismo nombre. Para 1563 la edificación crece con el propósito de establecer un hospital para indígenas, con terrenos solicitados por el obispo Fernando de Villagómez.
Más adelante, una vez que la atención a la salud de la población se cumplió, se le dieron diversos usos a la construcción, sirviendo también para casa de residencia de los frailes y casa de predicación.

## Construcción
La construcción del claustro y la fachada del templo fue obra del cantero José del Valle, hacia 1664, por orden del maestro arcabucero Diego García Figueroa. Hacia 1678, la restauración de estos estuvo bajo mando del capitán Francisco Alberto Belderrain quien, según consta, además, había costeado el encañado de agua en 1655 para las necesidades del convento.

## Arquitectura
El templo es "de planta cruciforme, con cúpula gallonada (en gajos) sin tambor y con lucarnas (ventanas sobresalientes de la cúpula)".
La portada es barroca en cuatro escudos. Entrada en el dintel entre columnas toscanas. Sobre el entablamiento (o cornisa) aparecen dos columnas salomónicas rematadas por escudos; al centro, ventana con escudos arriba y abajo. El hastial remata con bellas curvas barrocas.
Los emblemas de la fachada son cuatro: arriba se encuentra el escudo con la flor de lis en un jarrón, del obispado de Puebla; abajo una cruz cuyas puntas son elaboradas flores de lis, escudo de los dominicos; a la izquierda, el escudo papal representado por la tiara con las llaves cruzadas, y a la derecha un signo que representa a San Pablo, que es una espada empuñada, con la que fue muerto el apóstol y un libro, por las epístolas que escribió.

### En el interior
Dos capillas al lado del Evangelio: una a los pies de la iglesia, cubierta con cúpula muy poco peraltada; la otra en el brazo del crucero, con cúpula sin tambor y lucarnas. La imagen del santo Cristo que preside la nave central es una talla del escultor poblano José Luis Carrasco, autor también de una bella imagen monumental de la Virgen María en la población de Chignahuapan, Puebla.